# San Salvador del Valledor
San Salvador del Valledor és una parròquia del conceyu asturià d'Allande. Té una superfície de 39,46 km² i una població de 69 persones (INE, 2011) repartides en els 10 nuclis que la formen.
Limita al nord amb San Martín del Valledor, a l'est amb Cangas del Narcea, al sud amb Ibias i Cangas del Narcea i a l'oest amb Negueira de Muñiz en la província de Lugo.
El seu codi postal és el 33887.

## Entitats de població
- As Grobas
- Barras
- Bustarel
- Collada
- Fonteta
- San Salvador
- Trabaces
- Villalaín (Vilalaín en asturià)
- Villanueva (Vilanova en asturià)